# Saitō Ryōei

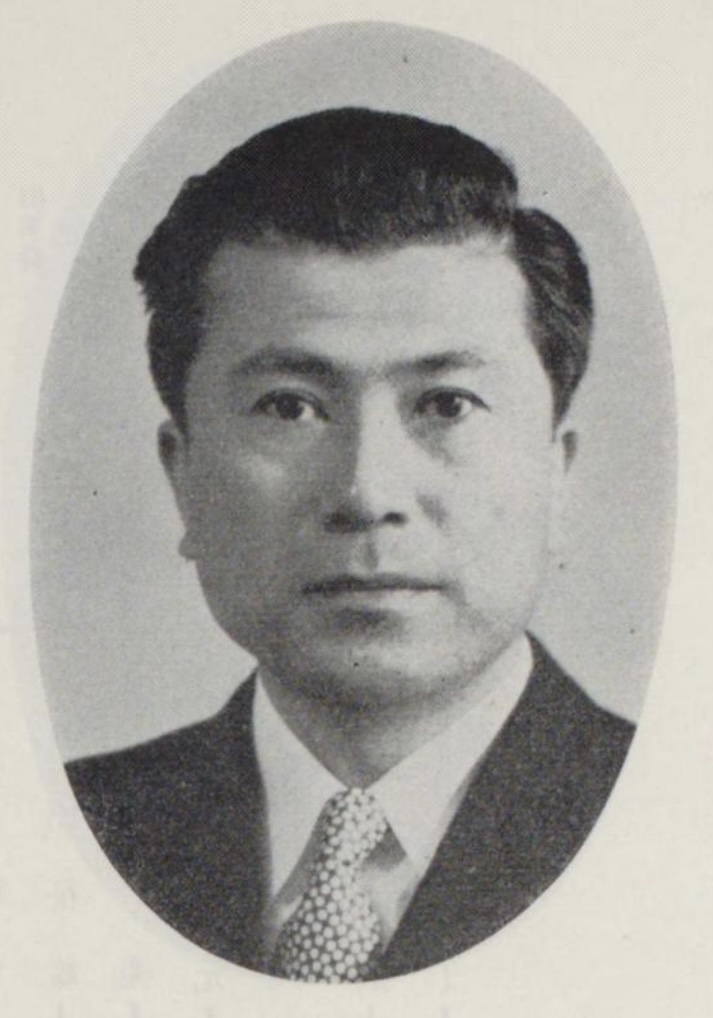
Saitō Ryōei (1962)

Saitō Ryōei (japanisch 齊藤 了英; * 17. April 1916 in der Präfektur Shizuoka; † 30. März 1996) war ein japanischer Unternehmer und Kunstsammler.
Er war Ehrenpräsident des japanischen Papierkonzerns Dai Showa.
Saitō sammelte Kunst im großen Stil. Zu seiner Sammlung gehören zwei der 10 seinerzeit teuersten je verkauften Gemälde, Bal au moulin de la Galette von Renoir (erworben am 17. Mai 1990 für 78,1 Millionen US-Dollar) und Porträt des Dr. Gachet von van Gogh (erworben am 15. Mai 1990 für die damalige Rekordsumme von 82,5 Millionen US-Dollar).
Für Verunsicherung sorgte Saito nach dem Erwerb des Gemäldes Porträt des Dr. Gachet durch die Aussage 1991: „Legt das Bild in meinen Sarg, wenn ich sterbe“. Zustand und Ort des Bildes sind seither nicht mehr bekannt.
Saitō starb im Alter von 79 Jahren an einem Schlaganfall.
Die Sammlung Saitō Ryōeis befindet sich in Tokio.